# Reductosoma gunnera
Reductosoma gunnera är en kräftdjursart som beskrevs av Brandt 1992. Reductosoma gunnera ingår i släktet Reductosoma och familjen Desmosomatidae. Inga underarter finns listade i Catalogue of Life.